# Анисимов, Александр Фролович
Алекса́ндр Фро́лович Ани́симов (16 (28) июня 1897 или 16 (28) ноября 1897, Взъезды, Новгородская губерния — 11 октября 1933, Москва, СССР) — советский лётчик-испытатель, мастер высшего пилотажа, командир 9-й категории.

## Биография
Родился (16 (28) ноября (по другим данным — 16 (28) июля) 1897 года в дер. Взъезды Медведской волости Новгородского уезда Новгородской губернии.
В 1912 году окончил четырёхклассное городское училище в Новгороде. Работал шофёром-механиком.
В 1914 году призван в Русскую армию. Участвовал в Первой мировой войне — обслуживал самолёты.
В 1915 году окончил моторный класс при Политехническом институте в Петрограде.
В феврале 1915 года — октябре 1916 года — моторист 4-го истребительного отряда, старший унтер-офицер. В воздушных боях Первой мировой войны количество лётчиков быстро уменьшалось и царское правительство разрешило готовить пилотов из наиболее одарённых солдат. Так Александр Анисимов стал курсантом Петроградской лётной школы.
Участник Октябрьской революции 1917 года. Учёбу в лётной школе не окончил.
В 1918 году вступил в РККА. Принимал участие в Гражданской войне:
- в мае 1918—1919 служил старшим авиамотористом 5-го Социалистического авиаотряда на Восточном фронте, воевал с частями Чехословацкого корпуса;
- в 1919 году — ноябре 1920 года служил авиамотористом 1-го Петроградского авиаотряда, воевал на Западном фронте с войсками Н. Н. Юденича и польской армией.

В 1922 году окончил Егорьевскую военно-теоретическую авиашколу, был переведён в 1923 году в Качинскую высшую авиационную школу лётчиков, затем — в Московскую высшую авиационную школу, и, наконец, в 1924 году — Серпуховскую авиационную школу воздушной стрельбы и бомбометания.
Затем служил в авиационно-истребительных частях ВВС. В июле 1928 года переведён на лётно-испытательную работу в НИИ ВВС. В июне 1931 года назначен командиром отряда. Участвовал в испытаниях И-4, И-5 и других самолётов. 3 декабря 1931 года на истребителе И-4 участвовал в первом полёте во время испытаний «Звена-1».
С 1933 года служил лётчиком-испытателем Остехбюро П. И. Гроховского. Провёл ряд сбросов различных объектов с ТБ-1, испытания автопилота АВП-3 конструкции инженера НИИ ВВС И. А. Тимофеева и слушателя ВВА А. А. Лусиса.
Погиб 11 октября 1933 года при выполнении показательного полёта на самолёте И-5. Прах захоронен в колумбарии на Новом Донском кладбище.
Ближайший друг Чкалова В. П.

### Обстоятельства авиакатастрофы
На самолёте И-5 в непосредственной близости от земли демонстрировались фигуры высшего пилотажа, применяемые в воздушном бою. Велась съёмка на киноплёнку для учебного фильма для лётчиков-истребителей ВВС. 11 октября 1933 года должны быть завершены работы с кинооператорами. Анисимов сделал два пикирования с выводом иммельманом самолёта из пике. На третий раз вывод не удался, и самолёт вверх колёсами упал на землю.
Аварийная комиссия после расследования катастрофы определила причину — техническая неисправность самолёта: переломилась педаль ножного управления рулём поворотов, без которого на малой высоте невозможно было перевернуть И-5 в нормальное положение.
По другой версии лётчика-испытателя Остехбюро М. Н. Каминского произошла трагическая случайность. Анисимов для съёмок делал «мёртвые петли». При выходе из третьей петли, рядом с землёй, избегая столкновения с другим движущимся самолётом на аэродроме, попытался провести спасительный манёвр, но не хватило высоты, и самолёт Анисимова перевернулся через винт и врезался в землю.